# Asociación Deportiva Estudiantes Octubrinos
La Asociación Deportiva Estudiantes Octubrinos es un equipo de fútbol profesional de Machala, Provincia de El Oro, Ecuador. Fue fundado el 1 de julio de 1942. Se desempeña en la Segunda Categoría del Campeonato Ecuatoriano de Fútbol.
Está afiliado a la Asociación de Fútbol Profesional de El Oro.

## Palmarés

### Torneos provinciales
| Competición                     | Títulos                 | Subcampeonatos |
| ------------------------------- | ----------------------- | -------------- |
| Segunda Categoría de El Oro (4) | 1976, 1977, 1979, 1981. |                |

- Datos: Q5774253